# Mabel Gweneth Humphreys
Pour les articles homonymes, voir Humphreys.
Mabel Gweneth Humphreys (1911-2006) est une mathématicienne canado-américaine (en) et professeure de mathématiques au Randolph-Macon Women's College (en). Le prix M. Gweneth Humphreys de l'Association for Women in Mathematics a été créé en son honneur.  

## Éducation
Humphreys a fréquenté le North Vancouver High School de 1925 à 1928. Elle a obtenu son bachelor of arts avec distinction en mathématiques de l'université de la Colombie-Britannique en 1932, où elle a détenu des bourses pour les quatre années. Elle a étudié au Smith College avec Neil McCoy, Susan Miller Rambo (en) et Ruth G. Wood, et elle a obtenu une maîtrise en mathématiques en 1933. Elle a reçu son doctorat en mathématiques de l'université de Chicago en 1935, avec une thèse intitulée On the Waring Problem with Polynomial Summands sous la direction de Leonard Eugene Dickson.  

## Carrière
En 1981, Humphreys a décrit ses premières tentatives pour trouver un emploi après avoir terminé son doctorat : 

« I had hoped that the University of Chicago would hear about a job for me, but only one came through, and the male candidate who got his thesis at the same time got that job. In the meantime, I had registered at a teacher’s agency in downtown Chicago, and many cards came in for the sum of something like $900, and you taught all the mathematics in the four years, and you were dean of women, or all of mathematics and coach some sport. I said to myself I wasn’t going to do this; I was going to stick around in Chicago and wait tables somewhere and study more mathematics. After awhile a card came through from Kansas, a woman’s college, and they needed a woman with a Ph.D. in either mathematics or physics to teach both. This was a substitute position, which was vacant because Sr. Helen Sullivan ... was ill. I took that and taught there for that one year. I was very busy I must say, but it was a great apprenticeship. I enjoyed it very much. »

 (Mabel Gweneth Humphreys (1981))
De 1935 à 1936, Humphreys a été professeure de mathématiques et de physique au Mount St. Scholastica College (en). Elle a commencé à enseigner au H. Sophie Newcomb Memorial College (en) en 1936 et a été promue professeure adjointe en 1941. Elle était également professeur adjoint au Barnard College à l'été 1944 et professeur adjoint à l'université Tulane à l'été 1946.  
En 1949, Humphreys est devenue professeure agrégée au Randolph-Macon Women's College (en). Après un an à Randolph-Macon, elle a été nommée professeure Gillie A. Larew et chef du département de mathématiques. Elle était chef du département jusqu'en 1979. Pour l'année universitaire 1955-1956, Humphreys a pris un congé sabbatique à l'université de la Colombie-Britannique (UBC). Pendant ce temps, elle a visité des programmes de mathématiques de premier cycle dans plusieurs collèges et universités pour examiner leurs méthodes. De 1962 à 1963, elle a été professeure invitée à l'UBC en tant que boursière de la Fondation nationale pour la science (NSF).  
L'été, Humphreys a enseigné aux enseignants du secondaire dans les instituts d'été NSF. De 1965 à 1969, Humphreys a travaillé pour le Educational Testing Service. Elle a également été consultante en 1975 pour l'American Council on Education (en) concernant les crédits de cours de mathématiques donnés par des organisations non académiques. Humphreys était un membre actif de la Mathematical Association of America aux niveaux sectionnel et national.  

## Prix et héritage
Humphreys a remporté la médaille d'or du gouverneur général en 1932, qui a été décernée à l'étudiant ayant la moyenne pondérée cumulative la plus élevée au Canada.  
Le prix Humphreys de l'Association for Women in Mathematics est nommé en son honneur. Chaque année, ce prix est décerné à un enseignant en mathématiques qui a encouragé les femmes de premier cycle à poursuivre une carrière en mathématiques.  

## Vie privée
Humphreys est née le 22 octobre 1911 à South Vancouver, en Colombie-Britannique. Sa mère, Mabel Jane Thomas (1885-1963), est née à Londres, en Angleterre et a travaillé comme couturière et fleuriste. Son père était Richard Humphreys (1880-1969), un machiniste né à Pwllheli dans le nord-ouest du pays de Galles. Ses parents se sont mariés en 1910 et Humphreys était leur seul enfant.  
En 1941, Humphreys est devenue une citoyenne naturalisée américaine.  
Les passe-temps de Humphreys comprenaient le jardinage et la lecture. Elle était un membre actif du Natural Bridge Appalachian Trail Club. Elle a vécu à Lynchburg, en Virginie, pendant sa retraite en 1980 jusqu'à sa mort le 6 octobre 2006.